# Henri-Cardin-Jean-Baptiste d'Aguesseau
Henri-Cardin-Jean-Baptiste d'Aguesseau, francoski odvetnik, politik in akademik, * 23. avgust 1752, Pariz, † 22. januar 1826, Pariz.
Bil je odvetnik v pariškem parlamentu in član Narodne skupščine Francije leta 1789. Leta 1787 je bil izvoljen v Académie française.
Poleg prava se je ukvarjal tudi z ekonomijo, teologijo, metafiziko, genealogijo,...